# Cailey Fleming

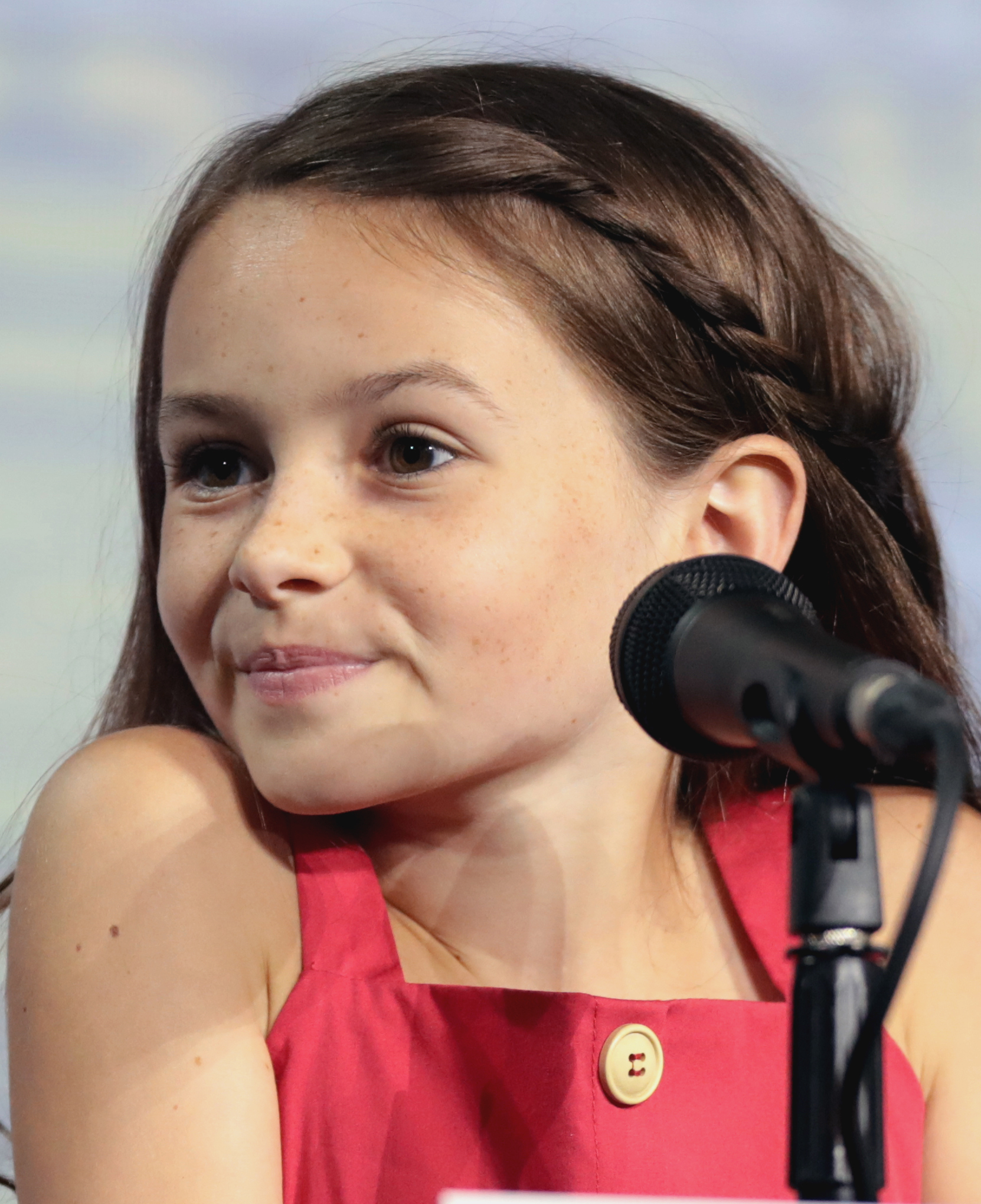
Cailey Fleming auf der San Diego Comic-Con 2019

Cailey Presley Fleming (* 28. März 2007 in Picayune, Mississippi) ist eine US-amerikanische Schauspielerin. International bekannt wurde sie in der Rolle der Judith Grimes in der Fernsehserie The Walking Dead.

## Leben und Karriere
Fleming wurde in Picayune, Mississippi geboren. Mit acht Jahren hatte sie ihre erste Rolle in Star Wars: Das Erwachen der Macht. Seit der neunten Staffel spielt sie in der Horrorserie The Walking Dead die Rolle der Judith Grimes. Seit der zehnten Staffel gehört sie zur Hauptbesetzung.

## Filmografie
- 2015: Star Wars: Das Erwachen der Macht (Star Wars: The Force Awakens)
- 2015: One Mississippi (Fernsehserie, Episode 1x01)
- 2016: Memoir (Kurzfilm)
- 2016: Desolation
- 2016: Rendezvous mit dem Leben (The Book of Love)
- 2017: Armed Response – Unsichtbarer Feind (Armed Response)
- 2017: Preacher (Fernsehserie, Episode 2x13)
- 2017: Better Things (Fernsehserie, 4 Episoden)
- 2018: Supercon
- 2018: Hover
- 2018: Peppermint: Angel of Vengeance (Peppermint)
- 2018: Creepshow (Fernsehserie, Episode 1x01)
- 2018–2022: The Walking Dead (Fernsehserie, 33 Episoden)
- 2019: Star Wars: Der Aufstieg Skywalkers (Star Wars: The Rise of Skywalker)
- 2021: Loki (Fernsehserie, Episode 1x04)
- 2024: The Walking Dead: The Ones Who Live (Fernsehserie, Episode 1x06)
- 2024: IF: Imaginäre Freunde (IF)